# Thuyết văn giải tự
Thuyết văn giải tự (tiếng Trung: 說文解字; bính âm: Shuōwén Jiězì; Wade–Giles: Shuo1-wen2 chieh3-tzu4; nghĩa đen 'Giảng giải ý nghĩa và phân tích hình thể chữ viết'), thường được gọi tắt là Thuyết văn, là tự điển chữ Hán xuất hiện đầu thế kỷ II trong thời nhà Hán. Mặc dù không phải là cuốn tự điển chữ Hán ra đời đầu tiên được biết đến (quyển Nhĩ Nhã đã ra đời trước đó), nhưng Thuyết văn giải tự là sách đầu tiên phân tích cấu tạo Hán tự và giảng giải các thành tố cấu tạo chữ, và cũng là nơi đầu tiên nhóm các chữ Hán theo bộ thủ (bùshǒu, 部首).

## Bối cảnh biên soạn
Hứa Thận, một học giả Ngũ kinh thời Hán, là người biên soạn Thuyết văn giải tự. Ông hoàn thành sách này vào năm 100, nhưng do thái độ thiếu thiện cảm với giới nho sĩ từ phía triều đình, phải đợi đến năm 121 ông mới giao cho con là Hứa Xung dâng lên Hán An Đế.
Trong phân tích cấu trúc các chữ và giảng nghĩa của chúng, Hứa Thận đã cố gắng phân biệt ý nghĩa của các tác phẩm kinh điển tiền Hán để làm cho việc sử dụng chúng của chính quyền không bị nghi vấn và dẫn tới trật tự, và trong quá trình đó sự tổ chức và các phân tích của ông cũng thấm nhuần sâu sắc triết lý của ông về các ký tự và vũ trụ. Theo Boltz (1993:430), việc biên soạn Thuyết văn giải tự "không thể được coi là sinh ra từ động cơ thuần túy là ngôn ngữ học hoặc từ điển học". Động cơ biên soạn tác phẩm này là thực dụng và chính trị. Suốt thời Nhà Hán, thuyết thịnh hành về ngôn ngữ là tính chính danh của Khổng giáo, tin rằng việc sử dụng đúng tên để chỉ sự vật là điều cần thiết cho một chính quyền hợp thức. Lời bạt (敘) Thuyết văn giải tự (Thern 1966:17) có viết: 蓋文字者，經藝之本, 王政之始. 前人所以垂後，後人所以識古. (Cái văn tự giả, kinh nghệ chi bản, vương chánh chi thủy, tiền nhân sở dĩ thùy hậu, hậu nhân sở dĩ thức cổ), nghĩa đen tạm dịch là "Các hệ chữ viết và các ký tự con cháu của chúng, là gốc rễ của kinh điển, nguồn gốc của vương chánh, là những gì mà tiền nhân dùng để truyền lại cho hậu thế, và những gì mà hậu thế dùng để hiểu về quá khứ". Lời bạt cũng mô tả sự phát minh huyền thoại ra chữ viết là để phục vụ cho chính quyền chứ không phải là cho mục đích giao tiếp:
黃帝史官倉頡，見鳥獸蹄迒之跡，知分理之可相別異也，初造書契。百工以乂，萬品以察，蓋取諸夬. Hoàng Đế sử quan Thương Hiệt, kiến điểu thú đề hàng chi tích, tri phân lí chi khả tương biệt dị dã, sơ tạo thư khế. Bách công dĩ nghệ, vạn phẩm dĩ sát, cái thủ chư quái; nghĩa đen tạm dịch: Thương Hiệt, sử quan của Hoàng Đế, nhìn vào dấu chân chim thú, nhận ra rằng các mô hình và hình dạng có thể phân biệt được, đã bắt đầu tạo ra chữ viết để điều chỉnh, giám sát bách nghệ vạn phẩm. (Thern 1966:17)
Các tự điển ra đời trước Thuyết văn như Nhĩ Nhã và Phương ngôn liệt kê với số lượng hạn chế các từ đồng nghĩa được tổ chức lỏng lẻo theo cách phân loại ngữ nghĩa, khiến việc tra cứu trở nên khó khăn. Trong Thuyết văn giải tự, Hứa Thận sắp xếp Hán tự theo hướng phân tích chữ qua các bộ phận giống nhau của chữ Hán, mà Boltz (1993:431) cho rằng "một sáng kiến lớn lao về mặt lý thuyết trong việc hiểu hệ thống chữ viết Trung Quốc".

## Cấu trúc

540 bộ thủ của Thuyết văn giải tự viết theo lối triện thư

Hứa Thận soạn Thuyết văn giải tự qua việc phân tích chữ triện (đặc biệt là loại tiểu triện 小篆) được hình thành chậm rãi và có hệ thống từ giữa đến cuối thời nhà Chu trong lịch sử nước Tần, rồi được tiêu chuẩn hóa và thống nhất lại trong thời nhà Tần và được truyền bá trên cả nước. Do đó, Needham và các đồng sự (1986: 217) mô tả Thuyết văn giải tự là "cuốn cẩm nang cổ xưa và cũng là một cuốn tự điển".
Sách gồm một bài tựa và 15 thiên. Mười bốn thiên đầu liệt kê các chữ Hán; thiên thứ 15 và cũng là thiên cuối cùng được chia thành hai phần: một lời bạt cuối sách và một chỉ mục các đầu đề các thiên. Trong lời bạt, Hứa Thận viết rằng quyển tự điển này chứa 14 thiên chính văn, 540 bộ thủ, 9.353 văn, 1.163 trọng văn (dị thể), tổng cộng là 133.441 chữ (此十四篇五百四十部。九千三百五十三文，重文一千一百六十三，解說凡十三萬三千四百四十一字, thử thập tứ thiên ngũ bách tứ thập bộ. cửu thiên tam bách ngũ thập tam văn, trọng văn nhất thiên nhất bách lục thập tam, giải thuyết phàm thập tam vạn tam thiên tứ bách tứ thập nhất tự).
Bản gốc của Thuyết văn giải tự hiện đã thất lạc, nhưng phần lớn nội dung của nó đã được trích dẫn lại trong các sách khác kể từ thời Hán, và bản thời Tống (gọi là 大徐本/Đại từ bản) do Từ Huyễn (徐铉, 916-991) hiệu đính năm Ung Hi thứ ba (năm 986) đã được lưu truyền tới ngày nay. Phần lớn các trước tác hậu Tống nghiên cứu Thuyết văn đều dựa trên bản này, chẳng hạn như bản chú thích của Đoàn Ngọc Tài (段玉裁, 1735-1815) thời nhà Thanh. Trong Tứ khố toàn thư nó là Kinh Bộ, tự điển cổ nhất còn tồn tại đến nay ở Trung Quốc. Các ấn bản phẩm hiện đại chứa 9.831 văn và 1.279 dị thể.